# Charles Herbert
Pour les articles homonymes, voir Herbert.
Charles Herbert né le 22 mai 1829 à Liesse-Notre-Dame et mort le 26 mai 1919 à Quevauvillers est un peintre et photographe français.
Il est l'un des premiers vulgarisateurs de Paris-Plage.

## Biographie

### Enfance et formation
De ces prénoms d'état civil, Philbert Célestin, dit Charles Herbert, naît le 22 mai 1829 à Liesse-Notre-Dame (Aisne), du mariage de Pierre Joseph et de Marie Louise Antoinette Debordeaux.
Ses études terminées, il s'oriente vers la carrière artistique.
En 1847, il obtient un premier prix de dessin académique à l'école de dessin de la ville de Laon.
Il entre dans l'atelier du peintre Léon Cogniet à l'École des beaux-arts de Paris, dont il sort médaillé pour la section peinture.

### Famille
- Charles Herbert se marie, le 16 décembre 1860 à Noyon, avec Rose Augusta Delphine Rigéasse, née le 9 juin 1835 à Saint-Quentin (Aisne), fille de Philippe Auguste, orfèvre bijoutier et de Marie Anne Augustine Carpentier[3],[4]. Ils ont deux filles :
  - Marie, mariée le 30 août 1880 à Beauvais, avec Albert Alphonse Morel, négociant à Amiens[5] ;
  - Marthe, mariée le 12 décembre 1881 à Beauvais, avec Gustave Morel, frère d'Albert, négociant à Amiens[6],[2].

### Carrière artistique
Charles Herbert fait un portrait à l'huile de M. Labouret, président du tribunal de Laon, considéré comme une de ses meilleures œuvres.
C'est à cette époque qu'apparait la photographie, il comprend vite le parti à tirer de cette invention, il l'élève à la hauteur d'un véritable art.
En 1861, il s'installe à Beauvais comme artiste-peintre photographe, où il fonde une maison qui devient célèbre et la première de toute la contrée, d'abord au 7, rue du Lion-Rampant, puis en 1881, il est au 15, rue Saint-Pierre. Il a des succursales dans plusieurs communes de l'Oise : Clermont-de-l'Oise, Gournay, Méru, Breteuil, Granvilliers et Creil. Il travaille, un temps, avec son beau-frère Pierre Bernerat (1832-1899), photographe à Beauvais. En 1883, il cède son fonds de commerce et part s'installer à Amiens,.
Il invente un procédé de coloration qu'il appelle la « photo-peinture » et est le promoteur de la photographie vitrifiée, pour laquelle il prend deux brevets. Il invente la préparation des plaques au gélatino-bromure d'argent grâce à la collaboration de son père spécialisé dans cette matière.
En 1867, il est sollicité par Violet-le-Duc au nom de Napoléon III pour faire des vues des agrandissements du château de Pierrefonds.
Ses deux filles, à la suite de leur mariage, habitant Amiens où il décide de venir habiter. Il reprend la maison de photographie de Gustave Boscher, 61, rue de la République. Il révolutionnera la ville par ses procédés nouveaux.
Il exécute de nombreux portraits à l'huile parmi lesquelles ceux de quatre évêques d'Amiens, dont celui de Mgr Dizien qui lui vaut la médaille d'or de la Société des amis des arts.
Son atelier est fréquenté par de nombreux jeunes artistes.

### La période à Paris-Plage
En 1886, Charles Herbert arrive à Paris-Plage. Il fait construire, sur les plans de l'architecte Charles Billoré, un chalet en bois, boulevard de la Mer (aujourd'hui boulevard du Docteur Jules Pouget), entre les rues de Saint-Amand et de la Paix, auquel il donne le nom de Marthe et Marie (prénoms de ses deux filles). On le surnomme « le petit pointu ». Il en fait la décoration intérieure, de grandes fresques recouvrent les murs du vaste hall-salon, ces filles y sont représentées en pêcheuses de crevettes. C'est un véritable musée garni de nombreuses peintures représentant tous les aspects de la station balnéaire.
Il réalise, parmi ces nombreuses œuvres sur Paris-Plage, deux panoramas de la Canche, de 300 × 60 cm, la vue s'étend du pont de chemin de fer jusqu'à la mer, il réalise les premiers plans de la forêt et de la ferme Daloz vue à travers bois. Il réalise également une immense toile, représentant la conversion de saint Paul sur le chemin de Damas, qu'il donne à la chapelle Saint-André de Paris-Plage.
En 1911, Mme Herbert meurt et il ne peut plus rester à Paris-Plage sans son épouse. Il vend ses deux villas et part habiter à Amiens pendant l'hiver et à Quevauvillers durant l'été, chez ses enfants. Âgé de 85 ans, il peint toujours, des pommiers par exemple, qu'il avait toujours voulu peindre.

### La Première Guerre mondiale
La guerre oblige Charles Herbert à partir d'Amiens, il s'établit à Saint-Quay-Portrieux pour six mois.
Au début de la guerre, il fait le vœu de ne plus peindre qu'en faveur des églises dévastées, il peint plus de 30 toiles du Sacré-Cœur et du Christ en croix, toutes ces toiles seront distribués par ses filles, à sa demande, dans des lieux de culte de l'Aisne, l'Oise et la Somme, trois départements qu'il avait habités.

### Mort
Charles Herbert meurt le 26 mai 1919 à Quevauvillers dans le département de la Somme.

## Photographie
- Portrait de Jules Verne, en 1892, photographie de Charles Herbert[9].

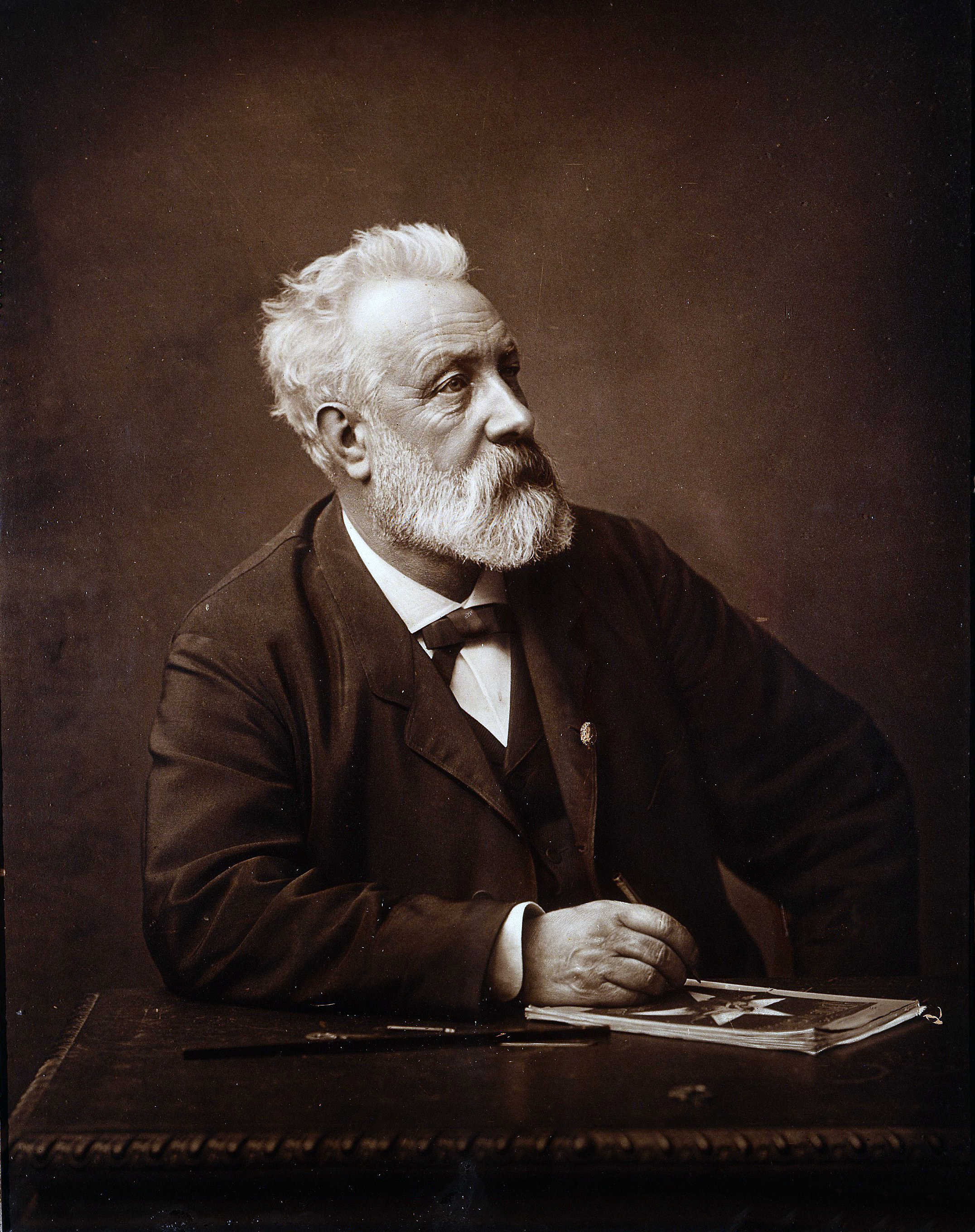
Jules Verne.

## Œuvres dans les collections publiques
- Le Touquet-Paris-Plage, musée : Un Coin en forêt, 1904, huile sur toile, don famille Herbert-Morel.